# Bodrež, Kanal
Bodrež este o localitate din comuna Kanal ob Soči, Slovenia, cu o populație de 119 locuitori.